# Hirofumi Moriyasu
Hirofumi Moriyasu (japanisch 森安 洋文 Moriyasu Hirofumi; * 23. April 1985 in der Präfektur Tokio) ist ein ehemaliger japanischer Fußballspieler.

## Karriere
Moriyasu begann in der Jugendmannschaft von Shimizu S-Pulse mit dem Fußballspielen. Seinen ersten Vertrag unterschrieb er 2004 bei Japan Soccer College. 2009 wechselte er zum Drittligisten Mitsubishi Mizushima FC. Danach spielte er bei den APIA Leichhardt Tigers und Sydney FC. 2012 wechselte er zum Zweitligisten FC Gifu. Für den Verein absolvierte er 35 Ligaspiele. Ende 2014 beendete er seine Karriere als professioneller Fußballspieler.